# Regionalna nogometna liga ZO Zagreb 1986./87.
Regionalna nogometna liga ZO Zagreb (također i Regionalna nogometna liga Zajednice općina Zagreb) u sezoni 1986./87. je predstavljala ligu četvrtog stupnja nogometnog prvenstva Jugoslavije. 
 
Sudjelovalo je 14 klubova, a prvak je bila "Trešnjevka" iz Zagreba 

## Ljestvica
| mj. | klub                | ut. | pob. | ner. | por. | gol+ | gol- | bod     |
| --- | ------------------- | --- | ---- | ---- | ---- | ---- | ---- | ------- |
| 1.  | Trešnjevka Zagreb   | 26  | 17   | 6    | 3    | 74   | 20   | 40      |
| 2.  | Zagorac Krapina     | 26  | 16   | 4    | 6    | 52   | 24   | 36      |
| 3.  | PIK Vrbovec         | 26  | 12   | 7    | 7    | 40   | 32   | 31      |
| 4.  | Končar Zagreb       | 26  | 12   | 5    | 9    | 35   | 29   | 29      |
| 5.  | TPK Zagreb          | 26  | 11   | 6    | 9    | 44   | 35   | 28      |
| 6.  | Jaska Jastrebarsko  | 26  | 10   | 7    | 9    | 55   | 42   | 27      |
| 7.  | Sloga Odra          | 26  | 8    | 10   | 8    | 33   | 36   | 26      |
| 8.  | Chromos Zagreb      | 26  | 8    | 8    | 10   | 39   | 44   | 24      |
| 9.  | Trnje Zagreb        | 26  | 7    | 8    | 11   | 46   | 54   | 22      |
| 10. | Ponikve Zagreb      | 26  | 8    | 6    | 12   | 42   | 56   | 22      |
| 11. | Prigorje Markuševec | 26  | 9    | 4    | 13   | 34   | 50   | 22      |
| 12. | Oroslavje           | 26  | 9    | 3    | 14   | 31   | 49   | 21      |
| 13. | Rudar Mihovljan     | 26  | 5    | 10   | 11   | 32   | 57   | 20      |
| 14. | Udarnik Kurilovec   | 26  | 4    | 8    | 14   | 24   | 56   | 14 (-2) |

- Markuševec danas dio Zagreba
- Kurilovec danas dio Velike Gorice

## Rezultatska križaljka
| kratica | klub                | CHR | JAS | KON | ORO | PIK | PON | PRI | RUD | SLO | TPK | TRE | TRNJ | UDA | ZAG |
| --- | ------------------- | --- | --- | --- | --- | --- | --- | --- | --- | --- | --- | --- | ---- | --- | --- |
| CHR | Chromos Zagreb      |     |     |     |     |     |     |     |     |     |     |     |      |     |     |
| JAS | Jaska Jastrebarsko  |     |     | 2:3 |     |     | 5:1 |     |     |     |     | 3:2 |      |     |     |
| KON | Končar Zagreb       |     |     |     |     |     |     |     |     |     |     |     |      |     |     |
| ORO | Oroslavje           |     |     |     |     |     |     |     |     |     |     |     |      |     |     |
| PIK | PIK Vrbovec         |     |     |     |     |     |     |     |     |     |     |     |      |     |     |
| PON | Ponikve Zagreb      |     |     |     |     |     |     |     |     |     |     |     |      |     |     |
| PRI | Prigorje Markuševec |     |     |     |     |     |     |     |     |     |     |     |      |     |     |
| RUD | Rudar Mihovljan     |     |     |     |     |     |     |     |     |     |     |     |      |     |     |
| SLO | Sloga Odra          |     |     |     |     |     |     |     |     |     |     |     |      |     |     |
| TPK | TPK Zagreb          |     |     |     |     |     |     |     |     |     |     |     |      |     |     |
| TRE | Trešnjevka Zagreb   |     |     |     |     |     |     |     |     |     |     |     |      |     |     |
| TRNJ | Trnje Zagreb        |     |     |     |     |     |     |     |     |     |     |     |      |     |     |
| UDA | Udarnik Kurilovec   |     |     |     |     |     |     |     |     |     |     |     |      |     |     |
| ZAG | Zagorac Krapina     |     | 2:1 |     |     |     |     |     |     |     |     |     |      |     |     |
| |                     |     |     |     |     |     |     |     |     |     |     |     |      |     |     |
| podebljan rezultat - utakmice od 1. do 13. kola (1. utakmica između klubova) rezultat normalne debljine - utakmice od 14. do 26. kola (2. utakmica između klubova) rezultat nakošen - nije vidljiv redoslijed odigravanja međusobnih utakmica iz dostupnih izvora rezultat smanjen * - iz dostupnih izvora nije uočljiv domaćin susreta prekrižen rezultat - poništena ili brisana utakmica p - utakmica prekinuta 3:0 p.f. / 0:3 p.f. - rezultat 3:0 bez borbe |                     |     |     |     |     |     |     |     |     |     |     |     |      |     |     |

 Izvori: